# 密云郡
密云郡，中国古代的郡。
北魏皇始二年（397年）置，治所在白檀县（在今北京市密云区东北）。辖境相当今北京市平谷区、密云县西部及河北省廊坊市的三河等地。北齐时省。唐朝天宝元年（742年），改檀州为密云郡。下辖密云县（即今北京市密云区）、燕乐县（今北京市密云区东北不老屯镇燕落村），治所在密云县，乾元元年（758年），复为檀州。
唐朝密云郡太守
- 何僧（天宝初年）
- 安庆绪（天宝年间）
- 张献诚（天宝年间）